# Patalogo
Il Patalogo è una pubblicazione a cadenza annuale nata nel 1979 dalla Ubulibri di Franco Quadri con l'intento di catalogare e raccontare il teatro, il cinema, la musica e la televisione dell'anno precedente. Dopo qualche numero, il Patalogo si specializzò sempre più sul teatro. La pubblicazione viene presentata ogni anno in occasione del premio Ubu.